# Otiorhynchus velutinus
Otiorhynchus velutinus — вид долгоносиков-скосарей из подсемейства Entiminae.

## Описание
Жук длиной 4—6 мм. Тело имеет коричнево-бурую или красновато-бурую окраску, покрыто густыми светлыми волосками. Первый сегмент жгутика усиков значительно длиннее второго, отчётливые явственно длиннее ширины на вершинах. Надкрылья яйцевидные, задняя часть пришовного промежутка слегка валикообразно вздута.

## Экология
Населяет степи. Встретить жуков можно на плотно дерновинных злаках.